# تپه شور تازه کند۲
تپه شور تازه کند۲ مربوط به هزاره اول قبل از میلاد - دوره اشکانیان - سده‌های میانی دوران‌های تاریخی پس از اسلام است و در شهرستان میانه، بخش مرکز ی، دهستان اوچ تپه شرقی، ۱ کیلومتری شمال روستای شورتازه کند واقع شده و این اثر در تاریخ ۲۸ اسفند ۱۳۸۵ با شمارهٔ ثبت ۱۸۸۸۷ به‌عنوان یکی از آثار ملی ایران به ثبت رسیده است.